# 고시 내친왕 (고후시미 천황의 5황녀)
코우시 내친왕 (, 생몰년 미상)은 가마쿠라 시대 말기의 황족이자 여원이다. 여원호는 쇼토쿠몬인 (章徳門院)이다. 고후시미 천황의 5황녀로, 어머니는 곤다이나곤 오기마치 사네아키라의 딸 모리코이다. 신무로마치인 슌시 내친왕 (고다이고 천황의 중궁), 고곤 천황, 고묘 천황 등의 이복동생이다.
동복형제로는 카쿠인 법친왕, 쇼인 법친왕, 쵸조 법친왕, 료세이 법친왕이 있다. 도키 법친왕은 이부형제이다.
어머니 오기마치 모리코는 히가시노온카타(東御方)로 불려, 후시미인과 고후시미인 두 인의 총애를 받은 여성이다. 엔겐 원년 (1336년) 4월 1일, 내친왕 선하를 받고, 게다가 준삼궁이 되어, 준삼궁의 자격으로 원호 선하를 받아 쇼토쿠몬인(章徳門院)이라 칭했지만, 같은 날 출가하였다. 그 후의 그녀의 행적에 대해서는 알려진 바가 없다.